# Donald Hamilton
Donald Bengtsson Hamilton (Uppsala, 24 de março de 1916 – 20 de novembro de 2006) foi um escritor norte-americano (nascido na Suécia) de romances, contos e não ficção. Seus romances consistem principalmente em livros de bolso, principalmente ficção de espionagem, mas também ficção de crimes e westerns, como The Big Country. Ele é mais conhecido por sua longa série Matt Helm (1960-1993), que narra as aventuras de um contra-agente / assassino disfarçado que trabalha para uma agência secreta do governo americano. O crítico Anthony Boucher escreveu: "Donald Hamilton trouxe para o romance de espionagem o realismo duro e autêntico de Dashiell Hammett; e suas histórias são tão convincentes e provavelmente tão próximas da sórdida verdade da espionagem, como as que estão sendo contadas agora".

## Vida
Hamilton nasceu em 24 de março de 1916, em Uppsala, na Suécia, filho de Dr. Bengt Leopold Knutsson Hamilton e Elise Franzisca Hamilton. Em 27 de setembro de 1924, embarcou no S / S Estocolmo com sua mãe e três irmãs no porto de Gotemburgo, na Suécia; o navio chegou ao porto de Nova York em 6 de outubro de 1924. O destino da família era Boston, Massachusetts, onde se juntaram ao pai. Donald freqüentou a Universidade de Chicago (graduado em 1938) e serviu na Reserva da Marinha dos Estados Unidos durante a Segunda Guerra Mundial. Ele foi casado com Kathleen Hamilton de 1941 até sua morte em 1989. O casal teve quatro filhos: Hugo, Elise, Gordon e Victoria Hamilton.
Morador de longa data de Santa Fé, Novo México, Hamilton era um caçador habilidoso que escreveu artigos de não ficção para revistas ao ar livre e publicou uma coleção deles em tamanho de livro. Por vários anos depois de deixar Santa Fé, ele morou em seu próprio iate e depois se mudou para a Suécia, onde viveu até sua morte em 2006. Vários de seus romances de Matt Helm estão situados na área de Santa Fe e no sudoeste americano em geral; como Hamilton se interessou por passeios de barco, muitos dos livros também começaram a ter um componente náutico.
Hamilton começou sua carreira de escritor em 1946, enviando peças para revistas de ficção como Collier's Weekly e The Saturday Evening Post. Seu primeiro romance, Date With Darkness, foi publicado em 1947; nos 46 anos seguintes, publicou um total de 38 romances. Seus três primeiros livros foram publicados em capa dura por Rinehart. Após a Segunda Guerra Mundial, os editores americanos começaram a experimentar a emissão de ficção em brochura original. A maioria de seus primeiros romances — publicados entre 1954 e 1960 — eram originais em brochura típicos da época: contos velozes em brochuras com capas lúgubres, sejam suspense, espião ou western. O mais interessante deles é, sem dúvida, Assignment: Murder, (título alternativo: Assassins Have Starry Eyes ), no qual um matemático que trabalha no projeto de uma bomba nuclear precisa salvar sua esposa sequestrada de um grupo de vilões sombrios. Dois filmes ocidentais clássicos, The Big Country e The Violent Men, foram adaptados de seus romances western.
Mais substancial foi a série Matt Helm, publicada pela Gold Medal, que começou com a Morte de um Cidadão em 1960 e terminou em 27 livros, em 1993 com The Damagers. Helm, um agente de guerra de uma agência secreta especializada em assassinar nazistas, é arrastado, depois de 15 anos como civil, para um mundo pós-guerra de espionagem e assassinato. Ele narra suas aventuras em um tom rápido e prosaico com um tom ocasional de humor inexpressivo. Ele descreve tiroteios, brigas com facas, tortura e conquistas sexuais (fora de cena) com um destacamento profissional cuidadosamente mantido, como um patologista ditando um relatório de autópsia ou um policial descrevendo uma investigação. Ao longo da série, esse distanciamento define o caráter de Helm. Ele é um profissional fazendo um trabalho; o trabalho assassina pessoas. Hamilton completou mais um romance de Matt Helm, The Dominators, em 2002, que não foi publicado.
O famoso escritor de mistério da Era de Ouro, John Dickson Carr, começou a revisar livros para a Ellery Queen's Mystery Magazine em 1969, e muitas vezes elogiava os suspense do dia. Segundo o biógrafo de Carr, "Carr considerou Matt Helm, de Donald Hamilton, 'meu agente secreto favorito' ", embora os livros de Hamilton tivessem pouco em comum com os de Carr.  Carr nunca valorizou o realismo na ficção. "
Hamilton morreu dormindo em 20 de novembro de 2006. Seus trabalhos estão alojados na Biblioteca de Pesquisa Charles E. Young da Universidade da Califórnia, Los Angeles.

## Trabalho

### Matt Helm -série
- 1960 Morte de um cidadão
- 1960 A equipe de demolição
- 1961 Os Removedores
- 1962 Os Silenciadores
- Fileira do Assassino de 1962
- 1963 Os Emboscadores
- 1964 The Shadowers
- 1964 The Ravagers
- 1965 Os Devastadores
- 1966 Os Traidores
- 1968 Os Menacers
- 1969 Os intrusos
- 1971 Os Envenenadores
- 1973 Os Intrigantes
- 1974 Os intimidadores
- 1975 Os Exterminadores do Futuro
- 1976 Os Retaliadores
- 1977 The Terrorizers
- 1982 Os Vingadores
- 1983 Os Aniquiladores
- 1984 Os Infiltradores
- 1985 Os detonadores
- 1986 The Vanishers
- 1987 Os Demolidores
- 1989 Os Amedrontadores
- 1992 Os Ameaçadores
- 1993 Os Danos
- 2002 The Dominators (não publicado)

### Romances não relacionados a séries
- 1947 Date With Darkness
- 1948 O espelho de aço
- 1954 Night Walker
- 1955 Linha de Fogo
- Missão de 1956 : Assassinato / assassinos têm olhos estrelados
- 1980 O Mona Intercept

### Contos
- 1947 Assassinado duas vezes

### Velho Oeste
- 1954 Smoky Valley
- 1956 Mad River
- 1958 O Grande País
- 1960 O homem de Santa Clara / a arma de dois tiros
- 1960 Texas Fever
- 1955 The Violent Men (adaptação do filme)

### Não-ficção
- 1970 Sobre armas e caça
- 1980 Cruzeiros com Kathleen

### Editor
- Homens de ferro de 1967 e estrelas de prata

## Adaptações de filmes
The Violent Men, 1955; adaptação de Smoky Valley
5 Steps to Danger, 1957; adaptação de The Steel Mirror
Da Terra Nascem os Homens, 1958
O público em geral pode estar mais familiarizado com Matt Helm através de uma série de filmes populares de ação e comédia produzidos no final dos anos 1960, estrelando Dean Martin no papel-título. Esses filmes alegres são baseados de maneira muito vaga nos escritos de Hamilton, que são muito mais realistas, corajosos e noir.
- The Silencers, 1966
- Murderer's Row, 1966
- The Ambushers, 1967
- The Wrecking Crew, 1969

A DreamWorks optou pelos direitos de filmagem dos livros de Hamilton em 2002 e começou a planejar uma adaptação mais séria dos romances de Matt Helm, mas o projeto está paralisado.